# Sân bay quốc tế Faisalabad
Sân bay quốc tế Faisalabad (IATA: LYP, ICAO: OPFA) là một sân bay nằm cách trung tâm thành phố Faisalabad 10 km ở tỉnh Punjab của Pakistan. Sân bay này kết nối các thành phố Faisalabad, Jhang, Toba Tek Singh, Rabwah và Sargodha.

## Các hãng hàng không và các tuyến điểm

### Nội địa
- Airblue (Karachi)
- Pakistan International Airlines (Karachi, Multan, Sialkot)

### Quốc tế
- Pakistan International Airlines (Dubai, Glasgow, Jeddah, Medina [Seasonal])
- Shaheen Air (Glasgow) [planned for Summer 2008]

### Các hãng vận tải hàng hóa
- TCS Courier
- Star Air

### Các hãng từng hoạt động
- Aero Asia (Karachi, Islamabad)
- Shaheen Air (Karachi)